# Hargreaves (cràter)
Hargreaves és un cràter d'impacte que es troba a la part oriental de la Lluna, a l'est de la Mare Fecunditatis i a l'oest del cràter Maclaurin. Va ser prèviament designat Maclaurin S abans de ser reanomenat per la Unió Astronòmica Internacional el 1979. Al sud-est apareix el cràter Morley, i a l'oest es troba Webb.

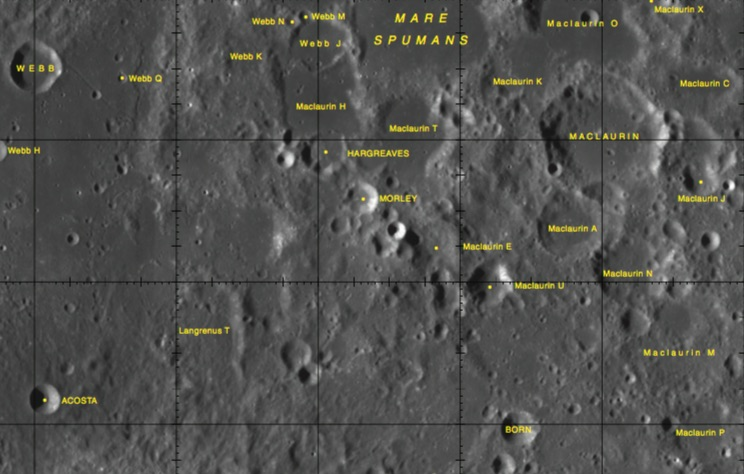
Localització de Hargreaves (centre superior de la imatge)
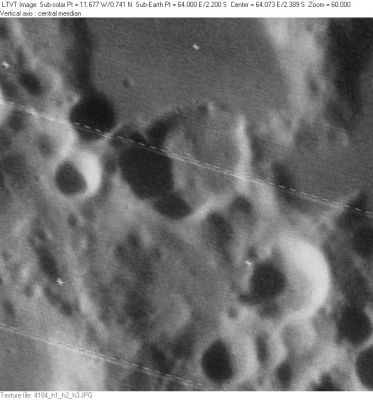
Fotografia de la missió Lunar Orbiter 4

Hargraves gairebé s'ha fusionat amb Maclaurin H, un cràter més gran situat al nord. L'interior de les dues formacions ha estat inundat per la lava. Com a resultat, Hargreaves té forma d'amfiteatre, amb una àmplia bretxa en la seva vora nord. També presenta una lleugera osca en la vora meridional, i un cràter petit està adossat a la vora exterior occidental.